# Thuidium subtilissimum
Thuidium subtilissimum är en bladmossart som beskrevs av Podpe. Thuidium subtilissimum ingår i släktet tujamossor, och familjen Thuidiaceae. Inga underarter finns listade i Catalogue of Life.